# Robesonkanalen
Robesonkanalen (82°00′N 061°30′V / 82.000°N 61.500°V) er et havområde, der ligger mellem Grønland og Canadas nordligste ø, Ellesmere Island. Det er den nordligste del af Nares Strædet, og forbinder Hall Basin mod syd med Polarhavet mod nord.
Det er omtrent 80 km langt og mellem 18 og 29 km bredt. Verdens nordligste permanent bosættelse, Alert, ligger nær ved.
Det er opkaldt efter den amerikanske marineminister George Robeson, der sad i Ulysses S. Grants regering.